# Адміністративний устрій Рокитнянського району
Адміністративний устрій Рокитнянського району — адміністративно-територіальний поділ Рокитнянського району Київської області на 1 селищну та 14 сільських рад, які об'єднують 23 населені пункти та підпорядковані Рокитнянській районній раді. Адміністративний центр — смт Рокитне.

## Список радРокитнянського району
| №  | Назва                       | Центр         | Населені пункти                       | Площа км² | Місце за площею | Населення (2001), осіб. | Місце за населенням |
| -- | --------------------------- | ------------- | ------------------------------------- | --------- | --------------- | ----------------------- | ------------------- |
| 1  | Рокитнянська селищна рада   | смт Рокитне   | смт Рокитне                           |           |                 |                         |                     |
| 2  | Бирюківська сільська рада   | с. Бирюки     | с. Бирюки с. Пугачівка                |           |                 |                         |                     |
| 3  | Бушевська сільська рада     | с. Бушеве     | с. Бушеве                             |           |                 |                         |                     |
| 4  | Житньогірська сільська рада | с. Житні Гори | с. Житні Гори                         |           |                 |                         |                     |
| 5  | Запруднянська сільська рада | с. Запруддя   | с. Запруддя                           |           |                 |                         |                     |
| 6  | Луб'янська сільська рада    | с. Луб'янка   | с. Луб'янка с. Любка с. Першотравневе |           |                 |                         |                     |
| 7  | Маківська сільська рада     | с. Маківка    | с. Маківка с. Петрівське              |           |                 |                         |                     |
| 8  | Насташівська сільська рада  | с. Насташка   | с. Насташка с. Колесникове            |           |                 |                         |                     |
| 9  | Ольшаницька сільська рада   | с. Ольшаниця  | с. Ольшаниця                          |           |                 |                         |                     |
| 10 | Острівська сільська рада    | с. Острів     | с. Острів с. Довгалівське             |           |                 |                         |                     |
| 11 | Ромашківська сільська рада  | с. Ромашки    | с. Ромашки с. Бакумівка               |           |                 |                         |                     |
| 12 | Савинецька сільська рада    | с. Савинці    | с. Савинці                            |           |                 |                         |                     |
| 13 | Синявська сільська рада     | с. Синява     | с. Синява                             |           |                 |                         |                     |
| 14 | Телешівська сільська рада   | с. Телешівка  | с. Телешівка                          |           |                 |                         |                     |
| 15 | Шарківська сільська рада    | с. Шарки      | с. Шарки с. Калинівка                 |           |                 |                         |                     |

* Примітки: м. — місто, смт — селище міського типу, с. — село, с-ще — селище